# Terremoto de Punitaqui de 1997
El terremoto de Punitaqui de 1997 fue un seísmo registrado el 14 de octubre de 1997 a las 22:03 hora local (1:03 del día 15 UTC). Su epicentro se localizó en la comuna de Punitaqui a 50 km de la costa, y afectó a gran parte de la Región de Coquimbo, Chile, y tuvo una magnitud de 7,1 grados en la Escala sismológica de magnitud de momento, a 56 KM de profundidad y con una duración de 1 minuto y 45 segundos.

## Geología
Este movimiento fue de tipo intraplaca continental, ya que ocurrió dentro de la placa que subducta y no entre ambas placas por efecto del roce, refiriéndose a las placa de Nazca y Sudamericana. En particular este evento se produjo bajo la zona de acople sísmico, además que su epicentro se encuentra en una zona en específico de Chile, que va entre los 27º—33ºS, en donde la placa que subducta se pone casi de manera horizontal a los 100 km de profundidad y entra casi 250 km hacia el interior del continente bajo la placa continental, esto genera un gran acople de ambas placas en el contacto y ausencia de vulcanismo.
El terremoto de octubre ocurrió en la zona de ruptura originada por el sismo de Ovalle de 1943 el cual tuvo una magnitud de 8,2 MW, además de relacionarse con otros movimientos ocurridos en la misma área como el terremoto de Valparaíso de 1730 de 8,7 MW y el de Illapel de 1880 el cual registró una magnitud de 7,7 MW. Todo este segmento está delimitado por las zonas de ruptura de 1965 y 1971, en Aconcagua y 1906 en Valparaíso por el sur, mientras que por el norte por la ruptura de 1922 en Atacama.

### Relación con sismos anteriores

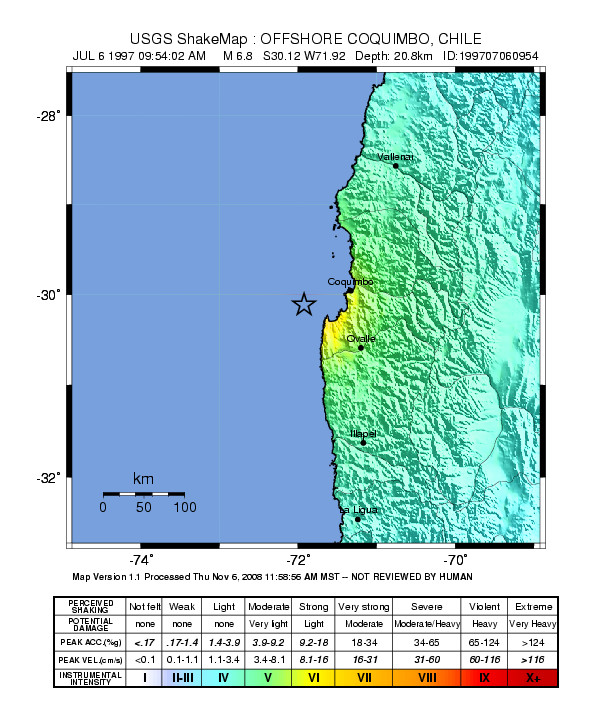
Mapa del sismo del 6 de julio de 1997 de 6,8 M_{W}.

Tres meses antes del evento principal, durante julio de 1997, una secuencia de sismos de moderada intensidad (5,1 MW—6,8 MW) se registraron costa afuera entre los 29.7º y 30.8ºS. Al menos trece de ellos se relacionan con fallamiento inverso, a diferencia del de octubre que corresponde a uno de falla vertical normal.
Cuatro de los sismos predecesores tuvieron una magnitud superior a los 6,0 el más grande ocurrió el 6 de julio de 1997 y fue de 6,8 MW, aunque este último evento es comparable con el principal de octubre, no se produjeron grandes daños y las intensidades reportadas en Coquimbo (a 50 km) fueron bajas debido al efecto sitio, el cual es un fenómeno que se origina por las características dinámicas del terreno dependiendo del material (roca, sidemento, etc.) corresponde entonces a la atenuación o aumento de la amplitud de onda y efectos de licuefacción.

### Réplicas
Dos importantes réplicas re registraron en los meses posteriores al sismo principal, la primera de éstas se registró en las cercanías del epicentro del sismo del 14 de octubre y tuvo una magnitud de 6,2 MW y la segunda se registró el 12 de enero de 1998, con una magnitud de 6,6 MW. Ambos eventos presentaron mecanismo inverso en su manifestación tectónica.
| Fecha                  | Ubicación         | Coordenadas                      | Profundidad | MW     |
| ---------------------- | ----------------- | -------------------------------- | ----------- | ------ |
| 3 de noviembre de 1997 | Punitaqui, Región | 30°10′S 70°59′O / -30.16, -70.99 | 52,0 km     | 6,2 MW |
| 12 de enero de 1998    | Punitaqui, Región | 31°04′S 71°30′O / -31.07, -71.50 | 46,5 km     | 6,6 MW |

## Intensidades[2]

### EnChile
| \| Lugar \| Región \| Intensidad \| \| ------------ \| ------------- \| ---------- \| \| Punitaqui \| Coquimbo \| VIII \| \| Ovalle \| Coquimbo \| VII \| \| Monte Patria \| Coquimbo \| VII \| \| La Serena \| Coquimbo \| VII \| \| Coquimbo \| Coquimbo \| VII \| \| Vicuña \| Coquimbo \| VI-VII \| \| Salamanca \| Coquimbo \| VI \| \| Illapel \| Coquimbo \| VI \| \| Cabildo \| Valparaíso \| VI \| \| La Ligua \| Valparaíso \| V-VI \| \| Valparaíso \| Valparaíso \| IV-V \| \| Santiago \| Metropolitana \| IV-V \| \| Vallenar \| Atacama \| IV-V \| \| Copiapó \| Atacama \| III-IV \| \| Rancagua \| O'Higgins \| III-IV \| \| Taltal \| Antofagasta \| II \| \| Concepción \| Biobío \| II \| |               |            |
| Lugar | Región        | Intensidad |
| Punitaqui | Coquimbo      | VIII       |
| Ovalle | Coquimbo      | VII        |
| Monte Patria | Coquimbo      | VII        |
| La Serena | Coquimbo      | VII        |
| Coquimbo | Coquimbo      | VII        |
| Vicuña | Coquimbo      | VI-VII     |
| Salamanca | Coquimbo      | VI         |
| Illapel | Coquimbo      | VI         |
| Cabildo | Valparaíso    | VI         |
| La Ligua | Valparaíso    | V-VI       |
| Valparaíso | Valparaíso    | IV-V       |
| Santiago | Metropolitana | IV-V       |
| Vallenar | Atacama       | IV-V       |
| Copiapó | Atacama       | III-IV     |
| Rancagua | O'Higgins     | III-IV     |
| Taltal | Antofagasta   | II         |
| Concepción | Biobío        | II         |